# Галерея Академии (Венеция)
Галерея (Музей) Академии (итал. Le Gallerie dell'Accademia di Venezia) — художественный музей, в котором хранится самая большая коллекция произведений венецианской живописи XIV—XVIII веков. Академия (с музеем) расположена на южном берегу Большого канала, в районе Дорсодуро и дала название одному из четырёх мостов через Большой канал.
С 2015 года Галерея Академии является государственным музеем с особой автономией: организационной, научно-технической, финансовой и бухгалтерской. Она подчиняется Генеральному директорату Министерства культурного наследия, культурной деятельности и туризма

## История
Архитектурный комплекс, в котором сейчас располагается Большая галерея Академии, состоит из нескольких исторических зданий: церкви Санта-Мария-делла-Карита (Святой Марии Милосердной), монастыря Латеранских каноников (Сonvento dei Canonici Lateranensi) и помещений Большой скуолы с тем же названием (Scuola Grande di Santa Maria della Carità). Вход в Галерею осуществляется через портал бывшей скуолы.
История музея восходит к 1750 году, когда Сенат, вняв ходатайству Дж. Б. Пьяццетты, учредил Венецианскую академию изящных искусств (итал. L'Accademia di Belle Arti di Venezia) — школу живописи, скульптуры и архитектуры. Цель создания такого учебного заведения — сделать Венецию одним из центров художественного образования в Италии (наравне с Римом, Флоренцией, Миланом и Болоньей). Пьяццетта был первым директором академии до 1756 года, президентом был избран Тьеполо. С момента своего основания Академия приобретала произведения искусства в образовательных и реставрационных целях.
Здания Скуолы были отреставрированы во второй половине XVIII века по проектам Джорджо Массари и его ученика Бернардино Макаруцци.
В 1807 году название Академии (итал. Veneta Academia di Pittura, Scultura e Architettura) было заменено на новое — Королевская академия изящных искусств (итал. Accademia Reale di Belle Arti). Более того, сама Академия была перемещена по приказу оккупационных властей наполеоновской Франции в здания бывших церкви, монастыря и Скуолы делла Карита (La Scuola della Carità; «Братства Милосердия»). Скуола основана в 1260 году, церковь постройки 1343 года, достроена в 1441—1452 годах под руководством Б. Бона). Один из фасадов кьостро (двора) монастыря перестроен по проекту А. Палладио в 1552 году. Фасад скуолы с главным входом в Галерею Академии создал в палладианском стиле архитектор Франческо Ладзари.
В 1797 году после захвата города наполеоновскими войсками и падения венецианской республики из закрытых монастырей и храмов в помещения академии стали свозить произведения искусства. Картины и статуи, спасая от разрушения и распродажи, собирали Пьетро Эдвардс и Теодоро Коррер. В 1817 году по решению венецианского Сената открылась художественная Галерея. Другая часть художественных сокровищ Венеции составила часть собрания музея Коррер.
Первое ядро коллекции также включало работы учеников Академии и коллекцию гипсовых слепков с классических скульптур (отсюда и название во множественном числе «Галереи») и с успехом экспонировалось в 1817 году. Коллекция пополнилась картинами, привезёнными из побеждённой Франции, и, прежде всего, наследием выдающихся коллекционеров. Дальнейшие приобретения произошли после перехода Галерей в собственность государства (1879) и продолжались в дальнейшем.
Галерею открыли для посещения 10 августа 1817 года. Первым директором Галереи Академии назначили Пьетро Эдвардса. Разделение художественной школы и музея началось в 1870 году и завершилось лишь в 1882 году. Первая реорганизация художественной галереи, в ходе которой были изъяты картины XIX века, состоялась в 1895 году под руководством Джулио Канталамессы: были собраны немногочисленные образцы невенецианских школ, а остальные картины были расположены в хронологическом порядке; большие циклы картин венецианской школы были объединены в двух залах бывшей церкви Карита («Истории Святой Урсулы» Витторе Карпаччо и «Чудеса Реликвии Животворящего Креста» разных художников).
Галерея стала независимой от Венецианской Академии в 1879 году. Но официально они были разграничены в 2004 году. Как и другие государственные музеи Италии, она находится в ведении Министерства культуры и наследия Италии (Ministero per i Beni e le Attività Culturali).
На протяжении XIX века Галерея постепенно увеличивала свою экспозицию и фонды. В наше время посетители Галереи Академии могут увидеть произведения многих знаменитых мастеров, работавших в Венеции в XV—XVIII веках; особенно значительно собрание работ Витторе Карпаччо и Джованни Беллини. В собрание галереи входит знаменитый рисунок Леонардо да Винчи «Витрувианский человек» (лат. Homo vitruvianus), который выставляется редко, поскольку рисунок чувствителен к свету

## Галерея
- Витторе Карпаччо. Из цикла «Легенда о св. Урсуле». Возвращение английских посланников на родину
- Леонардо да Винчи. Витрувианский человек. 1492
- Джорджоне. Гроза. Ок. 1508
- Джорджоне. Портрет старухи. 1506
- Андреа Мантенья. Святой Георгий. Ок. 1460
- Пьеро делла Франческа. Св. Иероним и донатор
- Джованни Беллини. Пьета. Ок. 1505
- Джованни Беллини. Святое собеседование Джованелли. Мадонна с Младенцем, Иоанном Крестителем и Святой Елизаветой. 1504
- Джентиле Беллини. Процессия на площади Святого Марка. 1496
- Джованни Беллини. Алтарь церкви Святого Иова. Ок. 1487
- Пальма Веккьо. Ассунта (Вознесение Девы Марии). Между 1512 и 1514
- Лоренцо Лотто. Портрет юноши. Ок. 1527
- Парис Бордоне. Вручение дожу перстня рыбака. 1534
- Тициан Пьета. 1576
- Паоло Веронезе. Пир в доме Левия. 1573
- Тинторетто. Чудо Святого Марка. 1548
- Тинторетто. Снятие с креста. Ок. 1560
- Тинторетто. Похищение тела Святого Марка. 1560-е
- Тинторетто. Создание животных. 1551—1552